# مركز معارض عموم روسيا

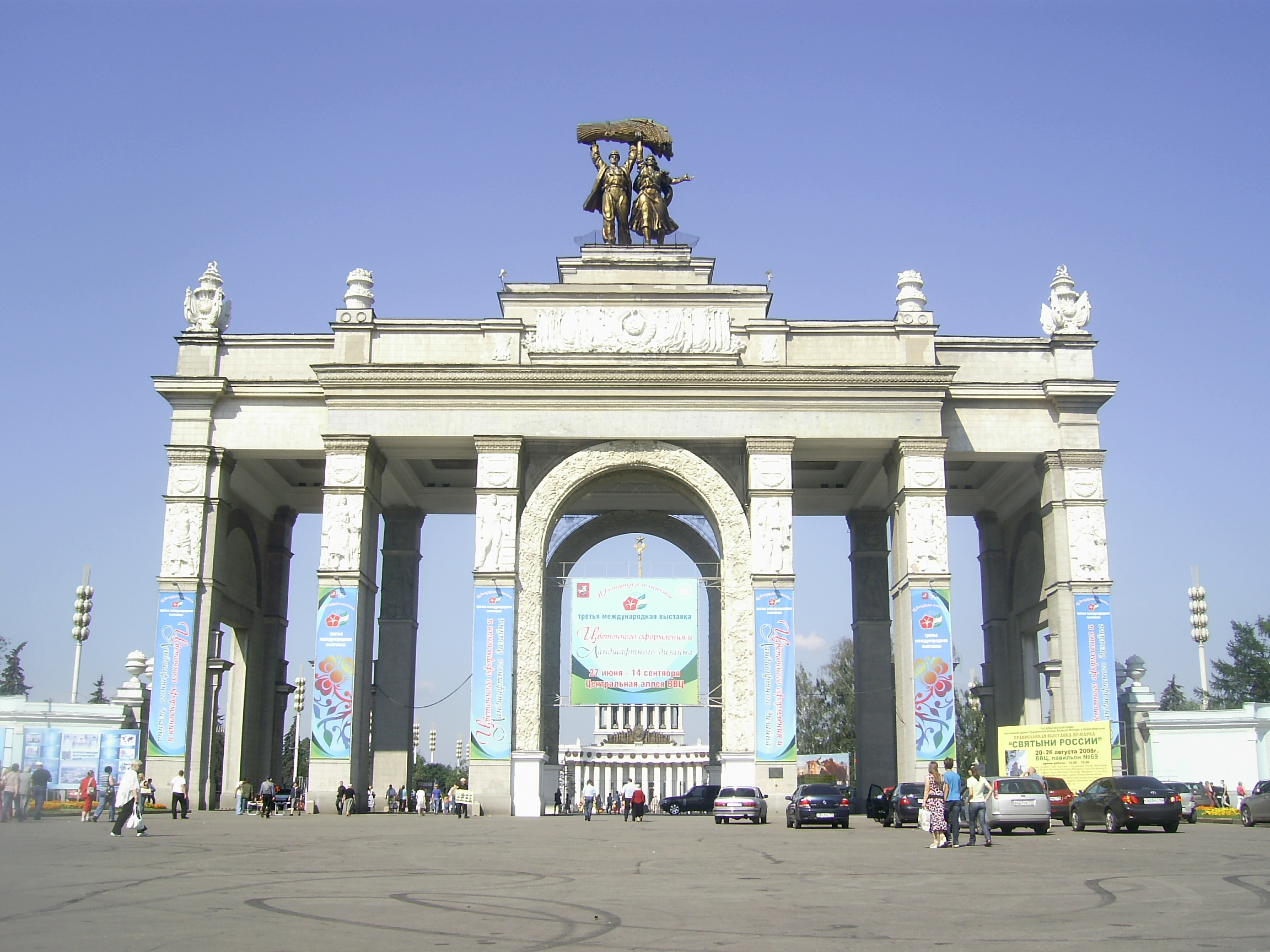
المدخل الرئيسي

مركز معارض عموم روسيا (بالروسية: Всеросси́йский вы́ставочный центр؛ يختصر على ВВЦ) هو ثاني أكبر المعارض التجارية الدائمة في روسيا، يقع في الدائرة الشمالية الشرقية من العاصمة الروسية مدينة موسكو.
تبلغ مساحته الكلية 237,5 هكتارا، أما مساحة الأجنحة والمباني الواقعة ضمن حدوده فتبلغ 134 ألف متر مربع.

## تاريخ
إفتتح المركز رسمياً عام 1939 وكان يسمى آنذاك «معرض المنتجات الزراعية لعموم الاتحاد السوفيتي». بعد انتهاء الحرب الوطنية العظمى خضع المجمع لترميمات وتغييرات إكتملت عام 1954. في عام 1959 تقرر أن يضم المجمع المنتجات الصناعية أيضا واصبح يسمى «معرض المنجزات الاقتصادية لعموم الاتحاد السوفييتي» وافتتحت فيه أجنحة جديدة عرضت فيها المنتجات الصناعية. بعد تفكك الاتحاد السوفيتي أصبح اسمه رسميا عام 1992 «مركز معارض عموم روسيا».

## وصلات خارجية
- الموقع الرسمي